# Редінггаузен
Редінггаузен (нім. Rödinghausen) — громада в Німеччині, знаходиться в землі Північний Рейн-Вестфалія. Підпорядковується адміністративному округу Детмольд. Входить до складу району Герфорд.
Площа — 36,27 км2. Населення становить 9728 ос. (станом на 31 грудня 2020).

## Географія

### Сусідні міста та громади
Редінггаузен межує з 4 містами / громадами:
- Бюнде
- Мелле
- Пройсіш-Ольдендорф
- Гюлльгорст

## Галерея

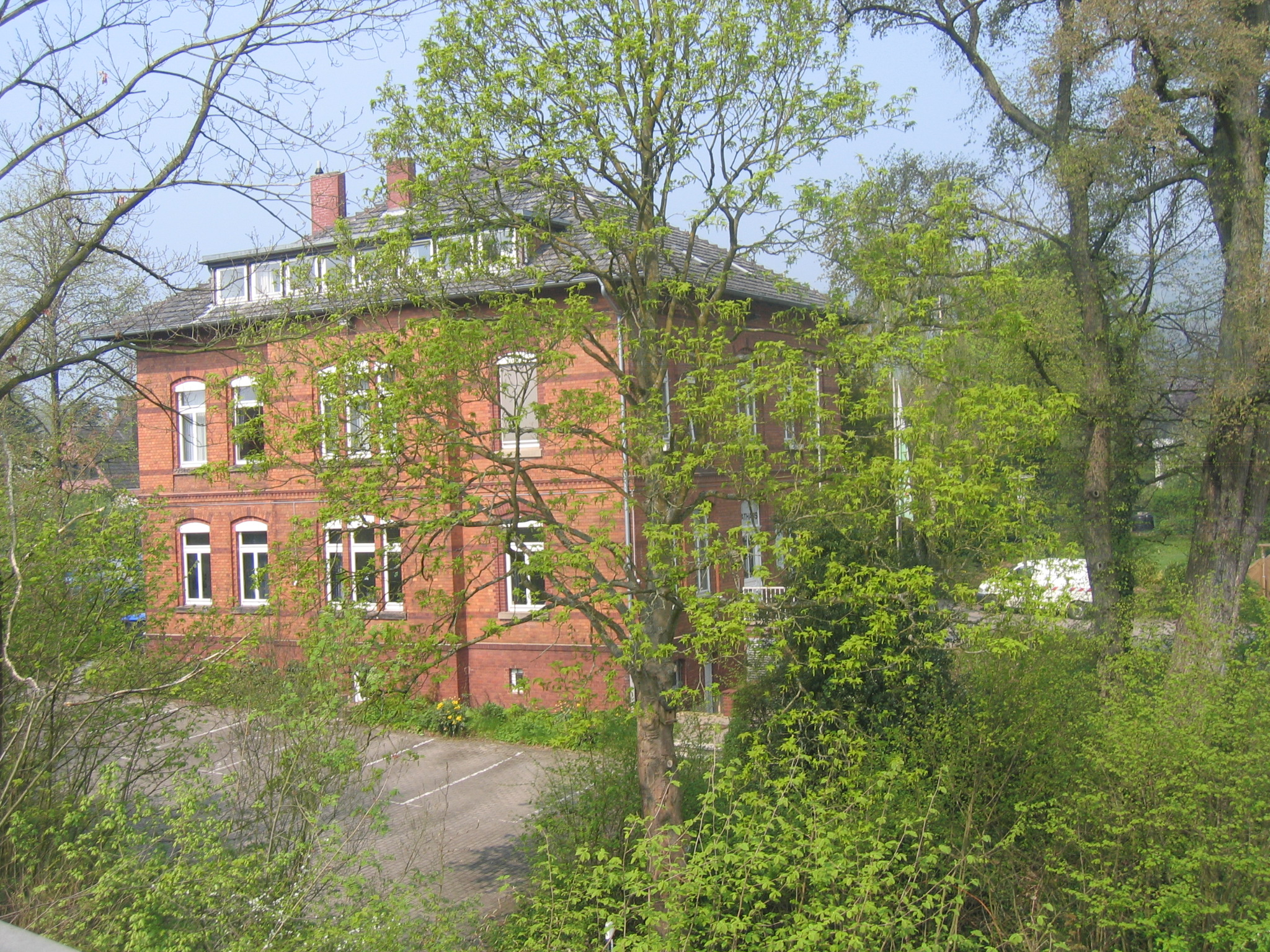
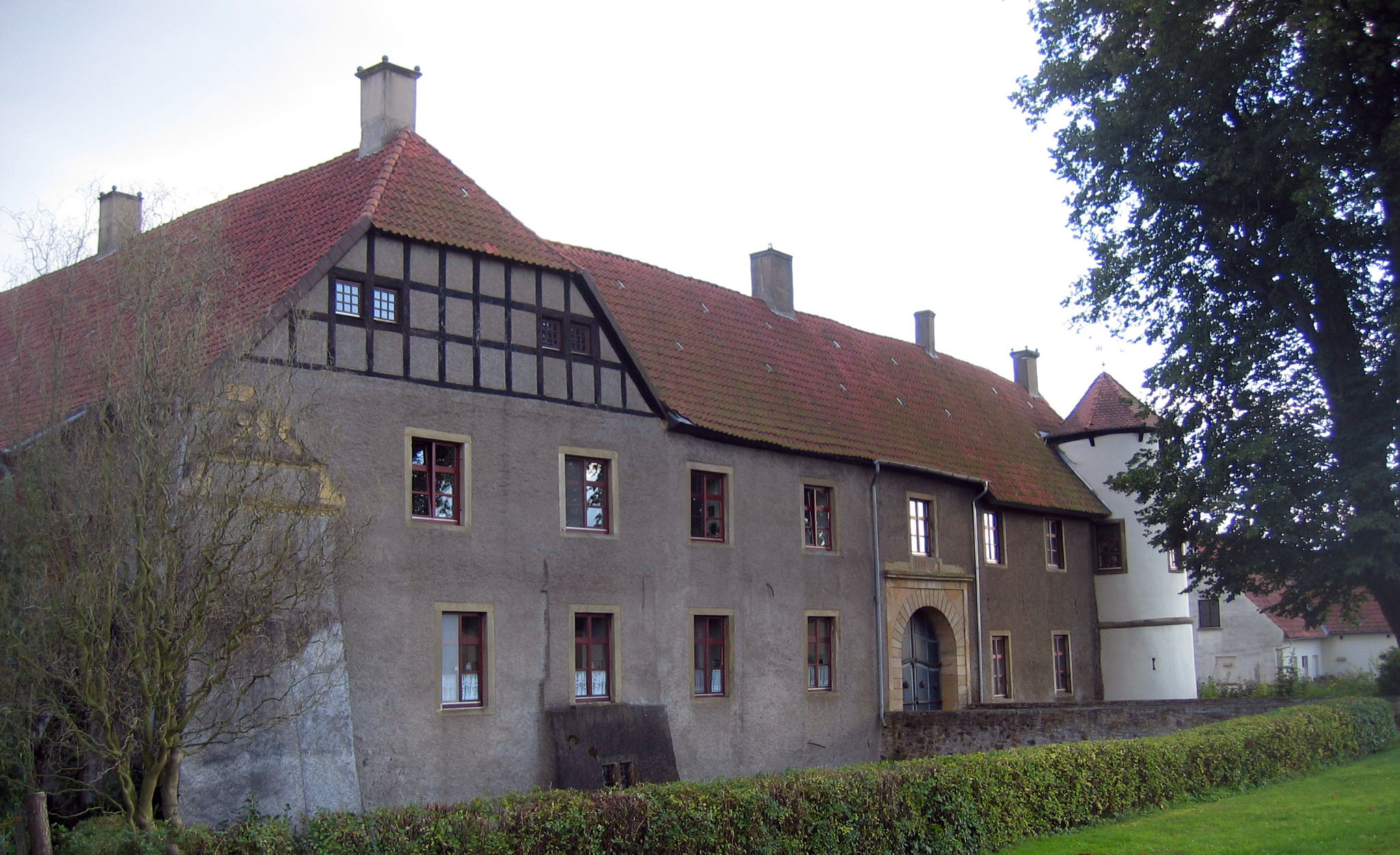
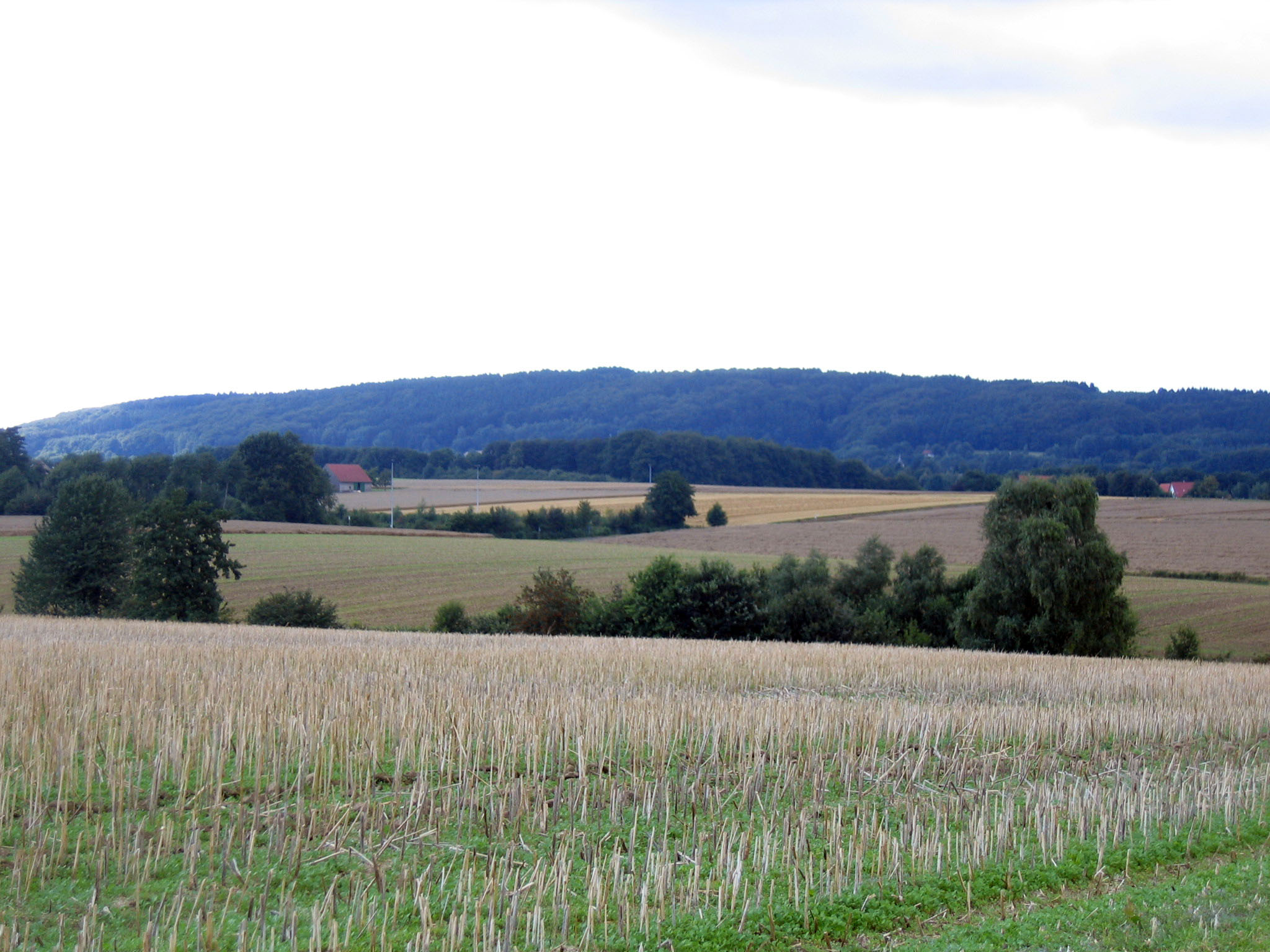
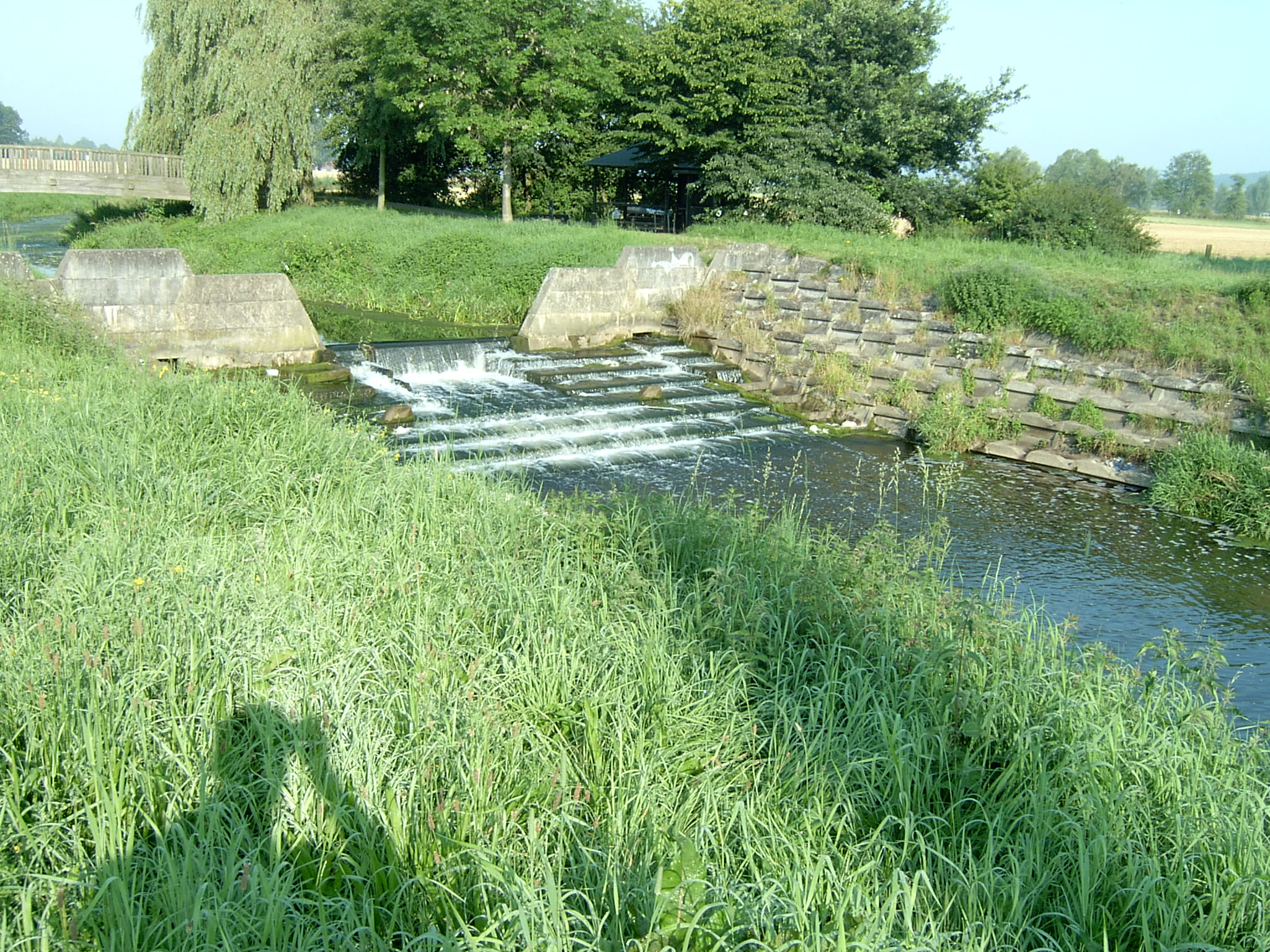
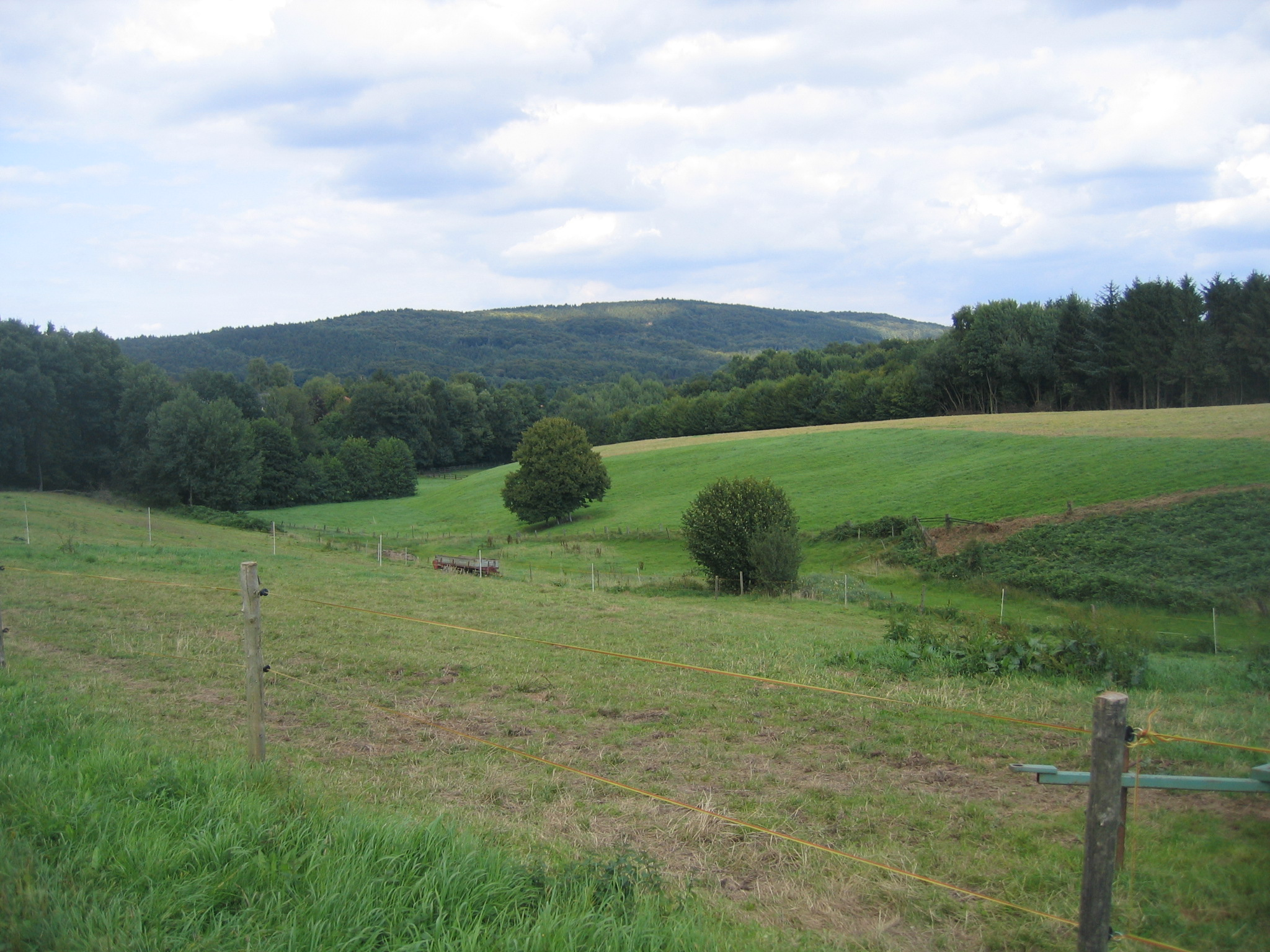
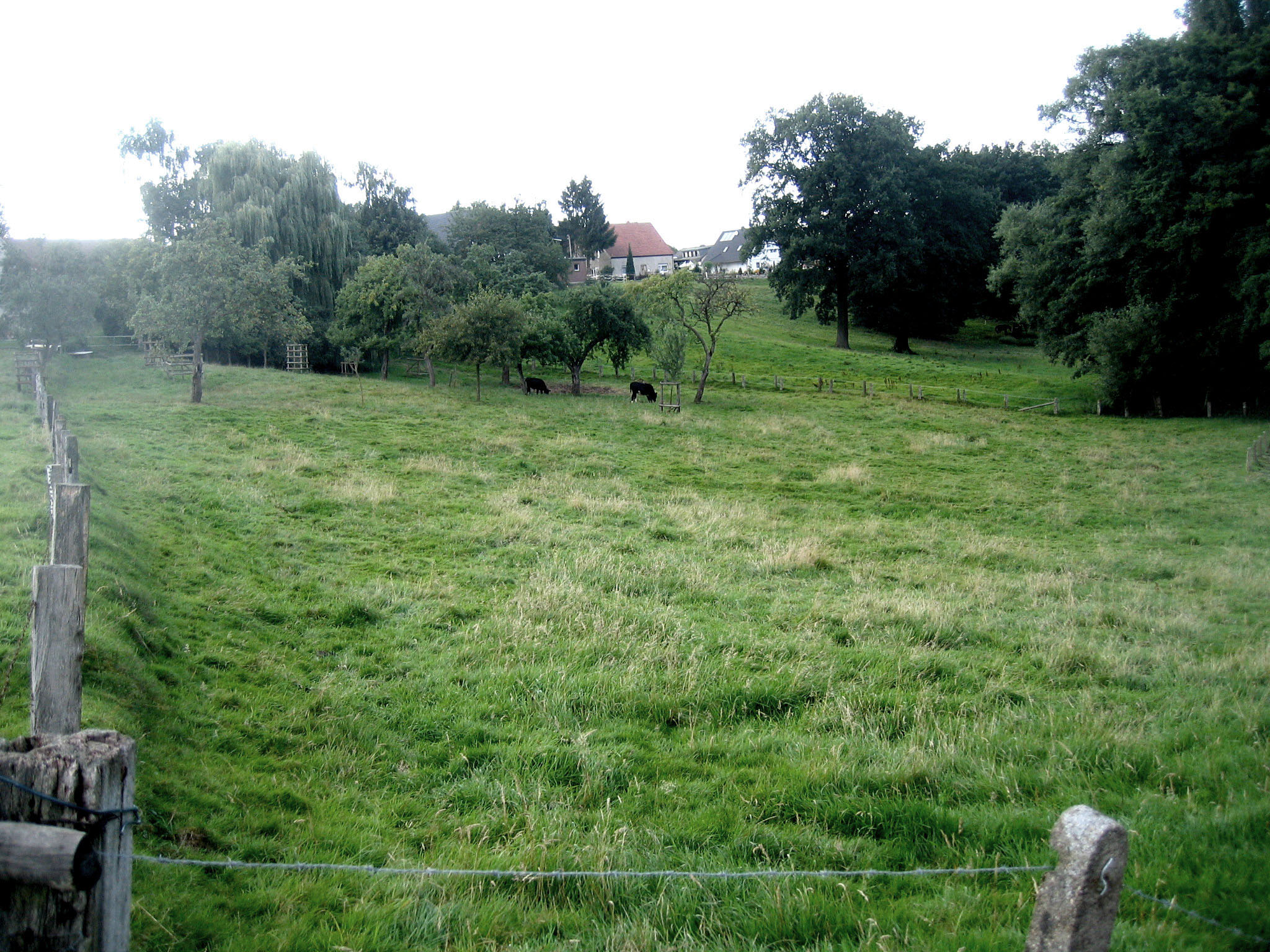

### Адміністративний поділ
Громада  складається з 5 районів:
- Бірен
- Брухмюлен
- Осткільфер
- Редінггаузен
- Швеннінгдорф